# William Gardner Pfann
William Gardner Pfann (communément appelé Bill), né le 27 octobre 1917 et mort le 22 octobre 1982, était un inventeur et scientifique matériel des Bell Labs. Bill G. Pfann est connu pour le développement de la méthode de la zone fondue qui est un procédé essentiel pour l'industrie des semi-conducteurs.

## Débuts
Bill Pfann est né à Brooklyn à New York. Démontrant une facilité inhabituelle avec les matériaux en 1935, alors qu'il n'avait que dix-huit ans, il a commencé à travailler au département de recherche chimique de Bell Labs. Il n'avait pas de diplôme d'études collégiales à l'époque, mais étudiait en cours du soir à la Cooper Union, où il obtint un bachelor en génie chimique en 1940:198.
Bill Pfann a été impliqué dans les travaux de William Shockley avec les Bell Labs visant à employer des semi-conducteurs à la place des tubes à vide pour la fabrication d'appareils électroniques. Les premiers essais portaient au début sur le germanium. Ils réalisèrent des redresseurs haute tension en germanium en 1945:124. Bill Pfann conçut l'un des premiers transistors point-contact : "en particulier, W. G. Pfann avait modifié la diode du point-contact blindé Western Electric 1N26 (en silicone) pour inclure deux diodes à pointes, créant une configuration à trois électrodes avec de bonnes propriétés d'amplification électriques. Cette configuration est aujourd'hui connue sous l'appellation de transistor Type A". Avec Walter Brattain, il développa le processus de "formation" de ces transistors afin de les rendre plus uniformes:180,.
Bill Pfann a également inventé une méthode de collage de fils d'or fin à du germanium permettant à l'appareil de fonctionner:189.
"L'homme calme et modeste grandit constamment dans l'estime de tous en enchainant une contribution importante après l'autre à l'effort de recherche sur les semi-conducteurs":198.

## Apogée
La méthode de la zone fondue inventée par Bill Pfann est connue pour avoir révolutionné les possibilités d'ingénierie : « La pureté qui pouvait être atteinte par la zone de raffinage était absolument sans précédent dans l'histoire de la transformation des matériaux. Les niveaux d'impuretés de quelques parts par million étaient alors considérés comme excellents ; la technique de Bill Pfann améliora les résultats d'un facteur de plus de 1 000 »:199.
En 1952, Bill Pfann publia l'article révélateur de sa découverte Principles of Zone-Melting dans Transactions of the  American Institute of Mining, Metallurgical, and Petroleum Engineers. Cet article appliquait la méthode à deux processus industriels : la purification d'un solvant matériel (appelé raffinage de zone), et la production d'une distribution uniforme d'un soluté dans un lingot (appelé nivellement de zone). Trois annexes décrivaient via des modèles mathématiques les processus de la zone fondue.
En 1958, Bill Pfann publia la première édition de son texte Zone Melting avec John Wiley. Une deuxième édition parut en 1966 et, en 1978, l'éditeur Robert E. Krieger de Huntington publia la troisième édition.
En 1962, la revue Science publia un résumé bref de la méthode de la zone fondue par Bill Pfann. Il s'achevait par un traitement plus approfondi de la zone fondue à température gradiente. Bill Pfann y explique comment et pourquoi une goutte d'or sur une dalle germanium se déplace vers le point le plus chaud. Il dit que cette méthode a été utilisée pour « faire des formes de jonctions p-n complexes pour des transistors spéciaux ». Il observe le mouvement de la saumure sur la glace de mer et propose la purification de l'eau de mer. En outre, il note la relation entre les formations physiques et géologiques.

## Dernières années
En 1973, Bill Pfann a été le premier à recevoir la médaille Gordon E. Moore pour contributions exceptionnelles en science et technologies de l'état solide. 
Il a été élu à l'académie nationale de sciences en 1975. En 1976, l'American Institute of Physics lui a décerné le James C. McGroddy Prize for New Materials.
À l'occasion de son décès, quelques collègues écrivirent :
« Son énergie, ses hautes valeur d'honnêteté dans l'expérimentation et son approche sans préjugés au nouveau, à l'inessayé et même à l'hérétique, ont aidé à définir le mot scientifique pour beaucoup de ses connaissances. »

### Écrits de William Gardner Pfann
- (en) Zone melting, Wiley 1958, 3e édition, Krieger Publishing 1978
- (en) Principles of Zone Melting, Transactions of the American Institute of Mining and Metallurgical Engineers, Volume 194, 1952, p. 747–753
- (en) Zone Melting, Science, Volume 135, 1962, p. 1101–1109